# Les Derniers Hommes à Londres
 (mai 2022).
La mise en forme du texte ne suit pas les recommandations de Wikipédia : il faut le « wikifier ».
Les points d'amélioration suivants sont les cas les plus fréquents :
- Les titres sont pré-formatés par le logiciel. Ils ne sont ni en capitales, ni en gras.
- Le texte ne doit pas être écrit en capitales (les noms de famille non plus), ni en gras, ni en italique, ni en « petit »…
- Le gras n'est utilisé que pour surligner le titre de l'article dans l'introduction, une seule fois.
- L'italique est rarement utilisé : mots en langue étrangère, titres d'œuvres, noms de bateaux, etc.
- Les citations ne sont pas en italique mais en corps de texte normal. Elles sont entourées par des guillemets français : « et ».
- Les listes à puces sont à éviter, des paragraphes rédigés étant largement préférés. Les tableaux sont à réserver à la présentation de données structurées (résultats, etc.).
- Les appels de note de bas de page (petits chiffres en exposant, introduits par l'outil «  Source ») sont à placer entre la fin de phrase et le point final[comme ça].
- Les liens internes (vers d'autres articles de Wikipédia) sont à choisir avec parcimonie. Créez des liens vers des articles approfondissant le sujet. Les termes génériques sans rapport avec le sujet sont à éviter, ainsi que les répétitions de liens vers un même terme.
- Les liens externes sont à placer uniquement dans une section « Liens externes », à la fin de l'article. Ces liens sont à choisir avec parcimonie suivant les règles définies. Si un lien sert de source à l'article, son insertion dans le texte est à faire par les notes de bas de page.
- La présentation des références doit suivre les conventions bibliographiques. Il est recommandé d'utiliser les modèles {{Ouvrage}}, {{Chapitre}}, {{Article}}, {{Lien web}} et/ou {{Bibliographie}}. Le mode d'édition visuel peut mettre en forme automatiquement les références.
- Insérer une infobox (cadre d'informations à droite) n'est pas obligatoire pour parachever la mise en page.

Pour une aide détaillée, merci de consulter Aide:Wikification.
Si vous pensez que ces points ont été résolus, vous pouvez retirer ce bandeau et améliorer la mise en forme d'un autre article.
Last Men in London
Les Derniers Hommes à Londres (titre original : Last Men in London) est un roman de science-fiction britannique d'Olaf Stapledon publié en 1932 par la maison d'édition Methuen.
Le roman met en scène un humain né deux milliard d'années dans le futur (et habitant Neptune) qui voit le monde à travers les yeux de Paul, un homme anglais. Cet « extraterrestre » décrit et analyse sa vie et les événements durant une période qui couvre la Première Guerre mondiale.
Les « derniers hommes » du titre sont les membres de la dix-huitième espèce humaine vivant sur Neptune deux milliards d'années dans le futur, et qui explorent la Terre au XXe siècle durant la période de la Première Guerre mondiale. Le récit s'inscrit dans la continuité des événements relatés dans Les Derniers et les Premiers, et par certains thèmes il anticipe Créateur d'étoiles, ouvrages avec qui il forme une gigantesque « fresque du futur ». Le livre est un mélange de science-fiction, de conte métaphysique, d'utopie et un témoignage sur la vie sur le front pendant la Première Guerre mondiale.

## Synopsis
Le livre commence par une scène entre le narrateur neptunien et sa compagne nommée Panthère.
Le système solaire étant condamné par l'explosion du Soleil, la dernière espèce humaine habitant sur Neptune (la Terre ayant été détruite) lance une opération vers le passé. Il s'agit d'un moyen psychique qui n'est pas sans danger pour les explorateurs.
Le narrateur neptunien explore de nombreux temps du passés et de nombreuses personnalités, et il choisit d'étudier plus particulièrement un des Premiers Hommes sur Terre appelé Paul, et qui réside à Londres. Il assiste à sa naissance et à sa scolarité, et parfois influe sur ses actions. Paul s'éprend d'une jeune femme nommé Katherine, avant que celle-ci n'épouse finalement quelqu'un d'autre (Richard).
La Grande Guerre éclate. Paul est alors enseignant dans une "grande école secondaire de banlieue". Il hésite sur la voies à prendre. Paul est enrôlé dans une section pacifiste d'ambulanciers. Aux premiers temps du conflit, il conduit son ambulance assez loin des combats. Puis la division finit par se déplacer près des combats, proches de la Montagne de Reims. Les blessés afflue, une vingtaine d'hommes et tuée sous les yeux de Paul, et il perd un ami cher.
La guerre terminée, Paul est décoré de la croix de bronze et il rentre chez lui en Angleterre. Il retrouve son poste d'enseignant. Mais il est tourmenté par son célibat. Dans une séquence digne d'un vaudeville, le Neptunien convainc Katherine (et son mari Richard) de retourner dans les bras de Paul et ils deviennent amants pour une brève période. S'étant débarrassé de ses obsessions, il commence un "tourisme intellectuel". Il est finalement amené à avoir une brève illumination spirituelle. Le Neptunien abandonne alors Paul, qui termine alors une vie banale, marié avec des enfants.
Lors de leurs investigations, les Neptuniens découvrent une race de surhommes parmi les Premiers Hommes. Un de ces surhommes, nommé Humpty, est dans l'école de Paul. Il a du mal à s'intégrer dans l'acole. Humpty finit par se suicider.
La dernière partie décrit les derniers instants de l'Humanité sur Neptune, alors que des tentatives sont faites pour disséminer la vie dans le cosmos, et que la civilisation humaine se dissout dans la barbarie à cause des rayons nocif du Soleil devenu fou.

## Édition du livre

### Contexte de sa création
Après le succès du roman Les Derniers et les Premiers paru en 1930, l'éditeur Methuen Publishing Ltd réclame une suite à Stapledon. Au printemps de 1931, Stapledon a 46 ans. Pour écrire son nouveau livre, Stapledon pioche dans les passages coupés de les Derniers et les Premiers. Un passage qui avait été coupé concernait la vie sur Neptune, et certaines inventions de pure imagination et de science-fiction qui s'y rapportaient. Selon Robert Crossley, le personnage de Paul devait s'appeler Henry Firstman, et il est basé sur l'enfance de Stapledon. Le prénom "Paul" du personnage principal provient du personnage de Paul, de l'écrivain allemand Erich Maria Remarque dans son fameux roman À l'Ouest, rien de nouveau (publié en 1929), le prototype du survivant de la Première Guerre Mondiale.
À la mi-1931, Stapledon travaille d'arrache-pied sur le livre. Il écrit ainsi à Naomi Mitchison : "Le livre que j'essaye de terminer est devenu un véritable cauchemar", dans un contexte personnel difficile (en effet son père William Clibbett Stapledon est mourant), tout en menant de front l'écriture d'un chapitre de livre qui lui a été commandé (voir ci-dessous). Il envoie le manuscrit à son éditeur Methuen Publishing Ltd le 29 juin 1931.
D'une certaine façon, l'achèvement du livre est éclipsé par une controverse concernant une anthologie intitulée An Outline for Boys and Girls and Their Parents, paru quatre semaines plus tôt, en septembre 1932. Il s'agit d'un ouvrage collectif, commandé par l'éditeur Victor Gollancz qui était impressionné par l'énorme succès du livre Esquisse de l'histoire universelle (The Outline of History, 1920) de H.G. Wells qui continuait à bien se vendre dix ans après sa sortie. L'ouvrage est dirigé par Naomi Mitchison, et Stapledon écrit un chapitre intitulé "Problèmes et Solutions, Ou le Futur" dans lequel il développe ses thèmes fétiches à destination des enfants. Cependant le livre est durement attaqué par les catholiques et la presse de droite.
Un passage coupé des Derniers Hommes à Londres est réutilisé pour son roman suivant Rien qu'un surhomme (Odd John). Une version très courte de ce qui deviendra Odd John existe comme un appendice rejeté des Derniers Hommes à Londres, soit 11 pages écrites à la main et intitulées Histoire de John.

### Édition de l'œuvre en France
L'ouvrage a été traduit par Claude Saunier pour sa publication en français en 1975 pour l'éditeur Denoël dans la collection Présence du futur (no 195). La couverture minimaliste montrait deux taches rouges sur fond blanc (qui était le visuel normalisé de la collection avec simplement un changement de couleur). Le même éditeur avait publié trois ans plus tôt, en 1972, Les Derniers et les Premiers toujours traduit par Claude Saunier (et réédité en 1978) ; et Rien qu'un surhomme traduit par Amélie Audiberti en 1974. Claude Saunier a traduit de nombreux romans de science-fiction (dont Un cantique pour Leibowitz), du début des années 1960 au début des années 1980.
Les Derniers Hommes à Londres a été réédité en mai 2022 aux éditions Terre de brume (dans la collection Terra Incognita). La couverture montre un dessin de l'artiste Les Edwards montrant un monument en ruine avec en arrière-plan un Soleil bleu et en éruption.

## Thèmes et analyse

### Genre et analyse de l'œuvre
Dans la préface, le narrateur dit que "ceci est un ouvrage de fiction, mais ne prétend point être un roman". Pour G.W. Stonier, il s'agit "difficilement d'un roman, mais d'une discussion imaginative, pour une partie prophétie, pour l'autre partie histoire sociale".
Les critiques sont dures envers le livre. Pour Henry Gee, est "une babiole accessoire, un bref souffle de respiration avant Créateur d'étoiles". Selon Robert Casillo, Les Derniers Hommes à Londres

« oscille souvent entre le mode narratif et l'essai et contient de longs passages de commentaires et de spéculations sociales. Quant à l'intérêt de Stapledon pour "l'histoire du futur", ses diverses utopies et dystopies servent implicitement ou explicitement à évaluer la vie sociale, économique et industrielle des XIXe et XXe siècles, ce que Stapledon appelle "la crise actuelle". »

 Selon Andy Sawyer

« Stapledon attache sa vision à une boussole plus étroite, en se concentrant sur la relation de son narrateur du futur avec la conscience de son "hôte", Paul, qui grandit dans les premières années du vingtième siècle. Ici, la préoccupation wellsienne de Stapledon pour la réforme politique et sexuelle est mise en avant, mais la fusion des perspectives cosmiques et individuelles du roman en fait l'une de ses œuvres les plus difficiles. »

 Selon Alan C. Elms, "Le livre offre une combinaison d'autobiographie romancée et de visions transcendantes du futur qui anticipe des éléments importants des histoires de Cordwainer Smith."

### Liens avec les autres œuvres de Stapledon
Les Derniers Hommes à Londres se déroule dans ce que l'on pourrait appeler « l'univers des Derniers Hommes », c'est-à-dire l'univers des hommes de la dix-huitième espèce humaine vivant sur Neptune alors que le Soleil, atteint par une "maladie", est à l'agonie. L'histoire complète qui mène aux Derniers Hommes est racontée dans les Premiers et les Derniers. Ceux-ci réapparaissent aussi dans Créateur d'étoiles à plusieurs reprises (dans le chapitre 10 et le chapitre 13.1). Les Martiens, c'est-à-dire la race d'êtres particuliers habitant sur Mars sous la forme de nuages d'unités sous-vitales microscopiques, apparaît dans les trois ouvrages, de même que la communication par télépathie qui est un point commun. Les Derniers Hommes à Londres se révèle être donc le deuxième ouvrage d'un triptyque (on peut difficilement parler de trilogie) qui décrit une Histoire du Futur, sur des temps littéralement cosmiques. Bien avant les cycles et les mondes "partagés" de la Science-Fiction d'Isaac Asimov à Star Wars, Stapledon fait donc œuvre de pionnier. 
De plus, le roman évoque (p.301) les événements racontés dans Rien qu'un surhomme, en quelques lignes  

« Un autre individu supérieur et plus fortuné que le pauvre Humpty faillit réussir l'entreprise qu'il n'avait pu imaginer. Je parlerai peut-être en une autre occasion de cet homme-là, de la colonie, de l'Utopie, qu'il fonda, et de sa destruction par un monde jaloux. »

### Thèmes autobiographiques
Beaucoup d'événements décrits dans le livre sont inspirés de la vie d'Olaf Stapledon lui-même, surtout en ce qui concerne le personnage de Paul. Notons que Stapledon apparaît lui-même comme un personnage du livre (en tant qu'auteur du livres Les Derniers et les Premiers, et que Paul considère comme un "vieil ami" (chap. 8.IV, p.280) et Stapledon se décrit lui-même avec une certaine ironie comme une "créature timide et attachée à ses aises".
Le récit est entrecoupé de courts poèmes en prose de Paul, sur des thèmes cosmiques et mystiques : Stapledon en a publié un recueil intitulé Latter-Day Psalms en 1914 (Henry Young & Sons, Liverpool).
Le personnage principal appelé Paul habite dans le faubourg sud de Londres, et l'action du récit se déroule parfois en pleine ville (le Paul se promène dans des rues de la ville (Regent Street, Cannon Street, Oxford Street, Hyde Park, Cannon Street ou Bedford Square). Mais des indices laissent à penser que Stapledon a transposé son vécu dans la péninsule de Wirral et la métropole de Liverpool vers la métropole londonienne. Il évoque son "faubourg natal", sa "confortable maison de banlieue" et il habite dans la "banlieue sud" de Londres, mais cela pourrait tout aussi bien être la métropole de Liverpool et la péninsule de Wirral qui se trouve au sud et qui sont séparés par l'estuaire de la Mersey. Le narrateur se promène aussi de nuit, en "marchant à grands pas sur l'herbe de la lande" comme le fait le narrateur de Créateur d'étoiles qui est clairement un ersatz de Stapledon lui-même.
Olaf stapledon a, comme Paul, servi dans une unité pacifiste d'ambulanciers pendant la Première Guerre Mondiale. Les faits décrits (notamment ceux qui se déroulent près de la Montagne de Reims) ressemblent au déroulement de la guerre pour Stapledon.  Le héros Paul finit décoré de la croix de bronze.
Paul est enseignant dans une "grande école secondaire de banlieue" ; et comme Stapledon, il a du mal à faire aimer les disciplines qu'il enseigne à ses étudiants (histoire, géographie, anglais, les Écritures).
Paul, comme Stapledon, est féru d'astronomie ; et il possède un petit chien terrier appelé Jack (l'ami canin de Stapledon quand il était enfant s'appelait Rip).